# Cerik (Brčko)
Cerik är ett samhälle i Bosnien och Hercegovina. Det ligger i distriktet Brčko, i den nordöstra delen av landet, 110 km norr om huvudstaden Sarajevo. Cerik ligger 145 meter över havet och antalet invånare är 280.
Terrängen runt Cerik är platt åt nordväst, men åt sydost är den kuperad. Terrängen runt Cerik sluttar norrut. Runt Cerik är det ganska tätbefolkat, med 93 invånare per kvadratkilometer.. Närmaste större samhälle är Gradačac, 11,7 km nordväst om Cerik.
Omgivningarna runt Cerik är en mosaik av jordbruksmark och naturlig växtlighet.